# واکیساکا یاسوهارو

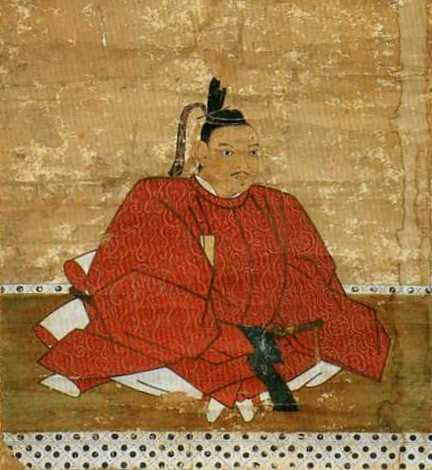
واکیساکا یاسوهارو

واکیساکا یاسوهارو (به ژاپنی: 脇坂 安治 Wakisaka Yasuharu) (۱۵۵۴ – ۲۶ سپتامبر، ۱۶۲۶) یک سامورایی در دوره آزوچی–مومویاما بود که به خاندان تویوتومی خدمت می‌کرد.